# جين فورس
جين فورس (بالإنجليزية: Gene Force)‏ هو سائق سباق ومهندس أمريكي، ولد في 15 يونيو 1916 في أوهايو في الولايات المتحدة، وتوفي في 21 أغسطس 1983 في ميشيغان في الولايات المتحدة بسبب نوبة قلبية.

## وصلات خارجية
- جين فورس على موقع DriverDB.com (الإنجليزية)